# Pervin Buldan
Pervin Buldan (Hakkari, 6 novembre 1967) è una politica turca, deputata della Grande Assemblea Nazionale Turca e co-presidente del Partito Democratico dei Popoli.

## Biografia
Nata nel 1967 ad Hakkari, provincia orientale della Turchia, Pervin Buldan completò qui i suoi studi superiori, per poi lavorare per un breve periodo come impiegata statale nell'amministrazione provinciale di Iğdır. Nel 1987 si sposò con il cugino Savaş Buldan, imprenditore anche noto per le sue posizioni contrarie alle politiche dello stato nei confronti della popolazione curda. Dopo le nozze la coppia si trasferì a Istanbul, dove nacque il loro primo figlio, Nercivan.

### Il sequestro di Savaş Buldan e l'impegno per i diritti umani
Gli anni Novanta furono segnati in Turchia da omicidi extragiudiziali e da un aspro conflitto tra lo Stato e il Partito dei Lavoratori del Kurdistan (PKK), gruppo di guerriglia curdo considerato dalle autorità un'organizzazione terroristica. Il 3 giugno 1994, Savaş Buldan fu sequestrato insieme agli amici Adnan Yıldırım e Hacı Karay fuori dalla casa da gioco del Hotel Çınar di Yesilköy. Buldan e i due compagni furono fatti ritrovare cadaveri il giorno successivo vicino al fiume Melen, non lontano dal villaggio di Yığılca (Bolu), a circa 300 chilometri dal luogo del sequestro. Sul corpo dell'imprenditore erano visibili segni di tortura e sul collo il foro di un solo colpo di proiettile. I medici imputarono la morte a un'emorragia cerebrale ed emorragie interne, ma ritennero che non fosse necessaria un'autopsia completa. Il ritrovamento avvenne con Pervin Buldan in ospedale, dove aveva dato alla luce prematuramente la figlia Zelal.
In seguito all'omicidio, Buldan si unì per un periodo alle Madri del sabato (Cumartesi Anneleri), che da 1995 a radunarsi una volta alla settimana in piazza Galatasaray a Istanbul, chiedendo giustizia per i familiari scomparsi. Buldan prese parte alle manifestazioni per alcuni anni. Fondò poi l'Associazione di solidarietà e assistenza alle famiglie delle vittime (Mağdur Ailelerle Yardımlaşma ve Dayanışma Derneği, Mag-Der). Accusata di irregolarità, Mag-Der fu poi chiusa dalle autorità. Nel 2001, Buldan fu tra i fondatori dell'Associazione di solidarietà e assistenza alle famiglie delle persone scomparse (Yakınlarını Kaybeden Ailelerle Yardımlaşma ve Dayanışma Derneği, Yakay-Der), di cui divenne in seguito la presidente.
Nel 2004, una sentenza della Corte europea dei diritti dell'uomo giudicò le autorità turche colpevoli di avere condotto indagini insoddisfacenti sulle circostanze della morte di Buldan. La corte ritenne altresì che non ci fossero state violazioni della Convenzione sui diritti dell'uomo per quanto riguardava l'accusa che uomini dello stato avessero avuto un ruolo nel sequestro e nell'omicidio di Buldan. La Turchia fu condannata al pagamento di una pena pecuniaria a Nejdet Buldan, fratello di Savaş, a Pervin Buldan e ai due figli.

## La carriera politica
Alle elezioni parlamentari del 1999, Buldan si candidò nelle liste del Partito della Democrazia Popolare (HADEP), presentandosi nel terzo distretto elettorale di Istanbul. Complice una legge elettorale che sbarrava il passo ai partiti che non fossero stati in grado di ottenere almeno il 10% delle preferenze, la candidata non riuscì ad entrare in parlamento. La stessa situazione si ripropose alle elezioni del 2002. Buldan si presentò in quell'occasione nello stesso distretto elettorale, ma questa volta con il Partito Democratico del Popolo (DEHAP), fondato per prendere il posto del HADEP dopo che quest'ultimo era stato messo al bando nel 2003 dalla Corte costituzionale.
Per ovviare al problema della soglia di sbarramento, Buldan e gli altri candidati che con lei si erano affidati a HADEP e DEHAP si ripresentarono alle elezioni parlamentari del 2007 come candidati dell'alleanza elettorale Mille Speranze (Bin Umut Adayları). L'alleanza riuniva formazioni politiche come il Partito della Pace e della Democrazia (DTP), il Partito della Libertà e della Solidarietà (ÖDP), EMEP e SDP a sostegno di un ventaglio di indipendenti. Con 17.304 preferenze, Buldan divenne la prima donna a ottenere un seggio in parlamento come rappresentante della circoscrizione di Iğdır.
Durante il mandato, Buldan prese inizialmente posto tra i deputati del gruppo parlamentare del DTP, e si trasferì poi al BDP nel dicembre 2009, quando anche il DTP fu chiuso per ordine della Corte Costituzionale. Le autorità turche motivarono la sentenza sostenendo che il pensiero politico e le azioni del partito, che esercitava una forte attrattiva per l'elettorato curdo, erano contrarie al principio di indivisibilità dello stato turco.
Buldan confermò il seggio ottenuto nel 2007 alle elezioni successive. Nel 2011 si presentò infatti ancora una volta come candidata indipendente nella circoscrizione di Iğdır, tra i candidati supportati dal Blocco Lavoro, Democrazia e Libertà, che riuniva più partiti e movimenti di ispirazione socialista e rappresentativi della popolazione curda. Dopo le elezioni si unì al gruppo parlamentare del Partito della Pace e della Democrazia, di cui fu anche presidente.
Nell'aprile 2014 Buldan e i colleghi del BDP si unirono al gruppo parlamentare del Partito Democratico dei Popoli, nato verso la fine del 2012 dalla convergenza di gruppi afferenti alla sinistra turca e rappresentativi della popolazione curda. Alle elezioni del giugno 2015, Buldan ottenne ancora una volta un seggio, questa volta presentandosi nel III distretto di Istanbul. Riconfermò il suo posto in assemblea alle successive elezioni del novembre 2015. Durante il mandato, dal 2015 al 2018, ricoprì l'incarico di vice presidente della Camera.
L'11 febbraio 2018, Buldan e il collega Sezai Temelli vennero scelti per guidare il Partito Democratico dei Popoli durante il suo III Congresso ad Ankara. Nelle successive elezioni generali del 2018, la parlamentare venne ancora una volta rieletta a Istanbul, questa volta nel primo distretto elettorale della metropoli. Fu riconfermata a capo del partito nel 2020, questa volta con accanto il collega Mithat Sancar.

### I casi giudiziari
Nel 2008, l'autorità giudiziaria aprì un'inchiesta contro la parlamentare, sotto accusa per apologia di reato per un discorso pronunciato durante i festeggiamenti per la festa del Newroz a Iğdır. In quell'occasione, Buldan aveva pronunciato un discorso durante il quale aveva ribadito alcune delle storiche richieste avanzate dai partiti rappresentativi della minoranza curda, come la possibilità di essere educati nella propria lingua madre, e invocato un'amnistia generale che riguardasse anche Abdullah Öcalan, leader del PKK.
Nel febbraio 2021 il ministero dell'Interno turco propose che a Buldan e ad altri colleghi del Partito Democratico dei Popoli venisse tolta l'immunità parlamentare, così da poter essere giudicati per presunte responsabilità in una serie di proteste avvenute nel 2014 e motivate dall'assedio di Kobanê da parte dello Stato Islamico.

### Il processo di pace con il PKK
Buldan giocò un ruolo importante nel Processo di pace che prese il via in Turchia nel 2013. L'iniziativa fu lanciata nel tentativo di mediare una soluzione politica al conflitto tra le autorità statali e il separatismo curdo, incarnato dal PKK. Nell'aprile di quell'anno Buldan entrò a far parte con altri membri del BDP del neonato Comitato dei saggi, concepito come tramite tra le forze politiche e Abdullah Öcalan, in carcere a İmralı, e come un tentativo di includere l'opinione pubblica nel processo in corso. Le trattative, che inizialmente si concretizzarono in un cessate il fuoco e in un parziale abbandonò della Turchia da parte dei miliziani del PKK, subirono poi una battuta d'arresto e si chiusero senza un esito positivo nel 2015.